# ジェイミー・ミューア
ジェイミー・ミューア（Jamie Muir、1942年11月30日 - 2025年2月17日）は、スコットランド出身の打楽器奏者、画家。1973年に比丘となった。

## 略歴
エディンバラ生まれ。1960年代前半にエディンバラ芸術大学在籍中、当初はピアノを学び、別の学校ではフレンチホルンも勉強した。ジャズに興味を持ってトロンボーンと打楽器演奏を学び始め、トロンボーンを諦めると次にドラムをはじめ、練習では当初、ケニー・クラークやトニー・ウィリアムス等のジャズ・スタイルをコピーした。アルバート・アイラー、ファラオ・サンダースに興味を持ち始めるとミルフォード・グレイヴスの演奏に惹かれ打楽器の即興演奏を志向。地元バンドのアサシネイション・アテンプト（The Assassination Weapon）にトロンボーンで参加、フリー・ジャズを演奏し始めた。
1965年、エジンバラ芸術大学でエジンバラ・フェスティバルが開催され、彼はロンドンから出演したミュージシャンのバックで演奏した。バーニー・グリーンの演奏で客演ギタリストのデレク・ベイリーと共演。ベイリーからロンドンへ出てくるように勧められ、一週間にわたり振付師・舞踏家リンゼイ・ケンプの公演にベイリー、エヴァン・パーカーらと参加。またピート・ブラウン&ピブロクトに加入してパーカッションとドラムスを担当、フリーなバンド演奏スタイルで1968年7月まで在籍。
1968年、ベイリー、パーカー、ヒュー・デイヴィスとザ・ミュージック・インプロヴィゼーション・カンパニー（The Music Improvisation Company）を結成し、1970年8月に発表された同名デビューアルバムの制作に携わった。1969年7月には、ローリング・ストーンズがロンドンのハイド・パークで開催したフリー・コンサートの観客の1人として、コンサートに出演したデビュー直後のキング・クリムゾンを目撃した。ピート・ブラウン・バタード・オーナメンツ（Pete Brown's Battered Ornaments）のエジンバラ・フェスティバルでの演奏にも参加。元コロシアムのジム・ローチェ（ギター）、ドン・ウェラー（サクソフォーン）、ジェイミー・ピータース（ベース）が結成したボリス（Boris）に誘われ、過激で暴力的なパフォーマンスを披露した。1971年、ザ・ミュージック・インプロヴィゼーション・カンパニーを離れ、ヘヴィ・アフリカン・エンヴェロープを率いてコンサート活動を開始した。
1972年、当時関わっていたアサガイで知り合ったアラン・ゴーウェンらとサンシップ（Sunship）を結成。同年4月、キング・クリムゾンのロバート・フリップから連絡を受け、ジャム・セッションの後にキング・クリムゾンへ加入。ライブ活動の後にアルバム『太陽と戦慄』（1973年）の制作に参加した。しかしインドの宗教家パラマハンサ・ヨガナンダの『あるヨギの自叙伝』を読んで深い影響を受け、キング・クリムゾンの管理会社であるE.G.マネージメントに脱退を申し入れた。
その後、1980年頃までスコットランド、フランス、インドなどで仏教修行に入った。帰国後、友人から誘われて音楽活動を再開し、ベイリー、パーカーといくつかの作品を残している。1983年にはデヴィッド・カニンガムの呼びかけでマイケル・ジャイルズらと共に、ケン・マクマラン監督の映画『Ghost Dance』のサウンドトラックを制作した。この作品のCDは1995年に発売された。
1980年代前半にはベイリーとの共作アルバムやベイリーが結成したカンパニーのアルバムのジャケットのアートを手掛けた。1980年代末にはシーケンサーや一部楽器以外の機材を渡米のために売り払ってしまい、この頃、画家に転身した。
2025年2月17日、英国のコーンウォールにて死去。82歳没。

## ディスコグラフィ

### キング・クリムゾン
- 『太陽と戦慄』 - Larks' Tongues in Aspic (1973年)
- The Beat Club Bremen 1972 (1999年)
- Live At The Zoom Club 1972 (2002年)
- Live In Guildford 1972 (2003年)

### その他
- ザ・ミュージック・インプロヴィゼーション・カンパニー : 『ザ・ミュージック・インプロヴィゼーション・カンパニー』 - The Music Improvisation Company (1970年) ※日本盤はデレク・ベイリー名義
- ザ・ミュージック・インプロヴィゼーション・カンパニー : 1968-1971 (1976年)
- デレク・ベイリー、ジェイミー・ミューア : Dart Drug (1981年)
- カンパニー : Trios (1986年)
- Richard Strange & The Engine Room : Going, Gone (1986年)
- マイケル・ジャイルズ、ジェイミー・ミューア&デヴィッド・カニンガム : 『ゴースト・ダンス』 - Ghost Dance (1995年) ※1983年録音
- エヴァン・パーカー : The Ayes Have It (2001年) ※1983年の演奏
- Laurie Scott Baker : Gracility (2009年) ※キング・クリムゾン加入以前のライブ音源